# Pais Arena
De Jerusalem Arena (Hebreeuws, HaArena Yerushalayim), omgedoopt tot de Pais Arena Jeruzalem, is een multifunctionele sportarena die in Jeruzalem werd gebouwd door de gemeenteraad en de Nationale Loterij van Mifal HaPais. De arena, geopend in september 2014, bevindt zich in het Jerusalem Sports Quarter, in de zuidwestelijke wijk Malha, naast het Teddy Stadium. Met een capaciteit van 11.000 zitplaatsen (voor basketbalwedstrijden), is het de grootste indoorarena van het land.